# Liste der Kulturdenkmale in Leißling
Die Liste der Kulturdenkmale in Leißling enthält die Kulturdenkmale des Landesamtes für Denkmalpflege und Archäologie in Sachsen-Anhalt in der Weißenfelser Ortschaft Leißling und ist eine Teilliste der Liste der Kulturdenkmale in Weißenfels. Grundlage ist das Denkmalverzeichnis des Landes Sachsen-Anhalt, das auf Basis des Denkmalschutzgesetzes des Landes Sachsen-Anhalt, welches am 21. Oktober 1991 durch das Landesamt erstellt und seither laufend ergänzt wurde (Stand: 31. Dezember 2022).

## Legende
In den Spalten befinden sich folgende Informationen:
- Lage: Nennt den Straßennamen und wenn vorhanden die Hausnummer des Kulturdenkmals. Die Grundsortierung der Liste erfolgt nach dieser Adresse. Der Link „Karte“ führt zu verschiedenen Kartendarstellungen und nennt die geographischen Koordinaten.
Link zu einem Kartenansichtstool, um Koordinaten zu setzen. In der Kartenansicht sind Baudenkmale ohne Koordinaten mit einem roten bzw. orangen Marker dargestellt und können in der Karte gesetzt werden. Baudenkmale ohne Bild sind mit einem blauen bzw. roten Marker gekennzeichnet, Baudenkmale mit Bild mit einem grünen bzw. orangen Marker.
- Offizielle Bezeichnung: Nennt den Namen, die Bezeichnung oder zumindest die Art des Kulturdenkmals und verlinkt, soweit vorhanden, auf den Artikel zum Objekt.
- Beschreibung: Nennt bauliche und geschichtliche Einzelheiten des Kulturdenkmals, vorzugsweise die Denkmaleigenschaften.
- Erfassungsnummer: Für jedes Kulturdenkmal wird in Sachsen-Anhalt eine 20stellige Erfassungsnummer vergeben. Die letzten zwölf Ziffern werden für die Untergliederung nach Teilobjekten genutzt und werden nur angegeben, soweit vergeben. In dieser Spalte kann sich folgendes Icon  befinden, dies führt zu Angaben zu diesem Baudenkmal bei Wikidata.
- Ausweisungsart: Die Einordnung des Denkmales nach § 2 Abs. 2 DenkmSchG LSA
- Bild: Ein Bild des Denkmales, und gegebenenfalls einen Link zu weiteren Fotos des Kulturdenkmals im Medienarchiv Wikimedia Commons. Wenn man auf das Kamerasymbol klickt, können Fotos zu Kulturdenkmalen aus dieser Liste hochgeladen werden:

## Kulturdenkmale
| Lage                                                                              | Bezeichnung             | Beschreibung | Erfassungs- nummer | Ausweisungsart | Bild                    |
| --------------------------------------------------------------------------------- | ----------------------- | ------------ | ------------------ | -------------- | ----------------------- |
| Bahnhofstraße 3 (Karte)                                                           | Bauernhof               |              | 094 15408          | Baudenkmal     | BW                      |
| Borngasse 1, Rödger Weg 5, 6, 7, 8, 9, 10, 12 (Karte)                             | Straßenzug              |              | 094 80015          | Denkmalbereich | BW                      |
| Borngasse 2 (Karte)                                                               | Bauernhof               |              | 094 15416          | Baudenkmal     | BW                      |
| Borngasse 5 (Karte)                                                               | Bauernhof               |              | 094 15417          | Baudenkmal     | BW                      |
| Borngasse 13 (Karte)                                                              | Wohnhaus                |              | 094 15427          | Baudenkmal     | BW                      |
| Borngasse 21 (Karte)                                                              | Bauernhof               |              | 094 15428          | Baudenkmal     | BW                      |
| Fritz-Schellbach-Weg 1 (Karte)                                                    | Villa                   |              | 094 15400          | Baudenkmal     | BW                      |
| Karl-Marx-Platz am nördlichen Platzrand (Karte)                                   | Kriegerdenkmal Leißling |              | 094 87035          | Baudenkmal     | Kriegerdenkmal Leißling |
| Karl-Marx-Straße 7 (Karte)                                                        | Bauernhof               |              | 094 85243          | Baudenkmal     | BW                      |
| Kirchberg 1, Niederaue 1, 2, 4, 5, 6/6a, 7, 8, 10, 12, 14, 16, 18, 20, 22 (Karte) | Straßenzug              |              | 094 15401          | Denkmalbereich | Straßenzug              |
| Leißlinger Hauptstraße 7 (Karte)                                                  | Bauernhof               |              | 094 15406          | Baudenkmal     | BW                      |
| Leißlinger Hauptstraße 18, 20 (Karte)                                             | Häusergruppe            |              | 094 80045          | Denkmalbereich | BW                      |
| Leißlinger Hauptstraße 2, 4, 5, 6/6a, 7, 8, 9, 10, 12 (Karte)                     | Straßenzug              |              | 094 15404          | Denkmalbereich | BW                      |
| Niederaue 1 (Karte)                                                               | Bauernhof               |              | 094 15402          | Baudenkmal     | BW                      |
| Niederaue 14 (Karte)                                                              | Bauernhof               |              | 094 15403          | Baudenkmal     | BW                      |
| Rödgen 4, 5, 7, 7a, 9, 10, 11, 12, 13, 14, 15, 16, 17 (Karte)                     | Straßenzug              |              | 094 15413          | Denkmalbereich | Straßenzug              |
| Rödger Weg 23 (Karte)                                                             | Scheune                 |              | 094 80016          | Baudenkmal     | BW                      |
| Schönburger Straße 4 (Karte)                                                      | Bauernhof               |              | 094 15409          | Baudenkmal     | BW                      |
| Schönburger Straße 9 (Karte)                                                      | Bauernhof               |              | 094 15411          | Baudenkmal     | BW                      |
| Weg zum Terrassencafe 2 (Karte)                                                   | Wochenendhaus           |              | 094 80014          | Baudenkmal     | BW                      |
| Winterlaite 1 (Karte)                                                             | Kirche                  | St. Marien   | 094 15399          | Baudenkmal     | Weitere Bilder          |

## Ehemalige Kulturdenkmale
| Lage                                                                                               | Bezeichnung | Beschreibung                                                         | Erfassungs- nummer | Ausweisungsart | Bild  |
| -------------------------------------------------------------------------------------------------- | ----------- | -------------------------------------------------------------------- | ------------------ | -------------- | ----- |
| Borngasse 8, Karl-Marx-Straße 1, 2, 3, 4, 5, 6, 7, 9, 11, 13, 15, Leißlinger Hauptstraße 2 (Karte) | Platz       |                                                                      | 094 15415          |                | Platz |
| Kirchberg / Nähe Abzweig Zum Terrassencafé                                                         | Wegweiser   | Wegweiser, nach Abbruch 2019 aus dem Denkmalverzeichnis ausgetragen. | 094 09982          | Baudenkmal     |       |
| Rödgen 18 (Karte)                                                                                  | Scheune     | Scheune, nach Abbruch 2019 aus dem Denkmalverzeichnis ausgetragen.   | 094 15412          | Baudenkmal     | BW    |